# Vòmit

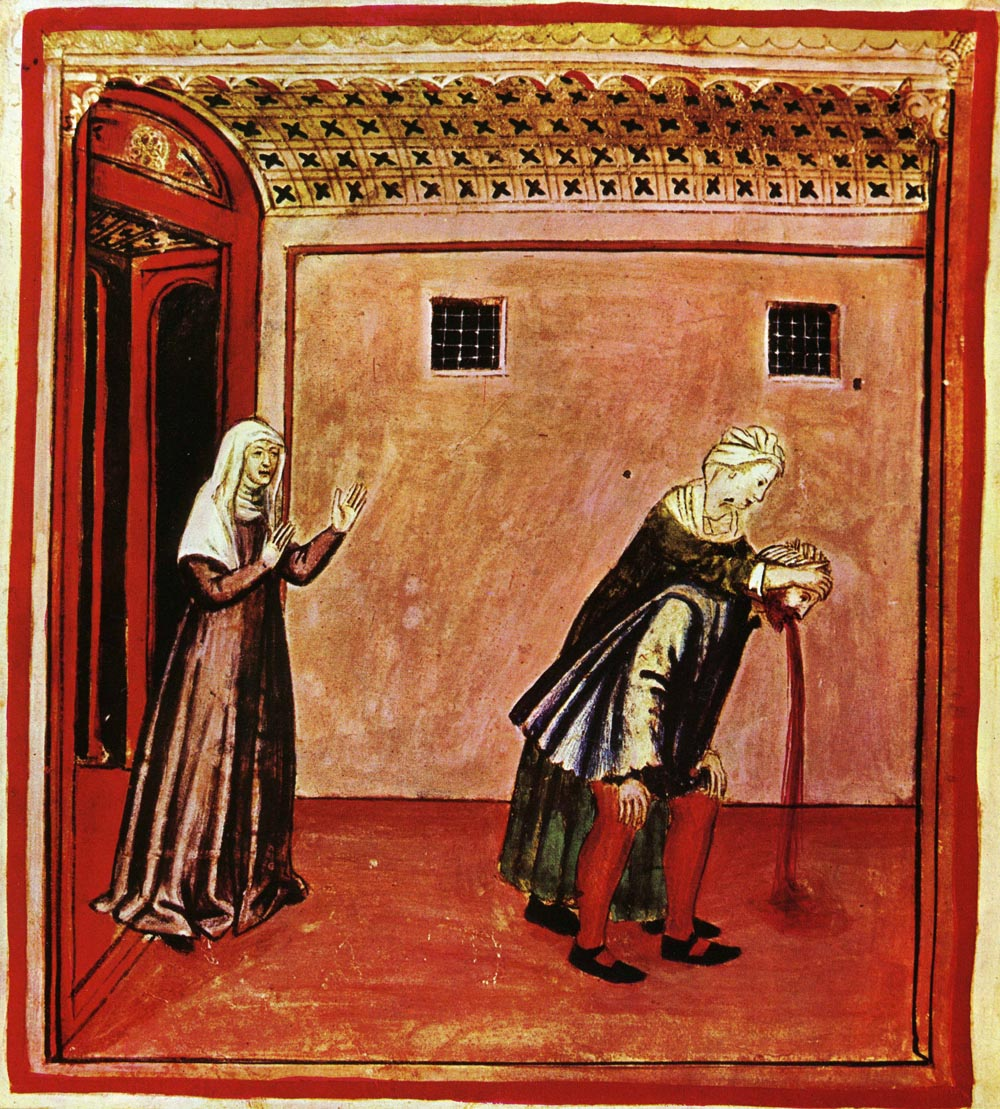
Il·lustració del del Tacuinum Sanitatis

El vòmit, també anomenat èmesi, és l'expulsió violenta i espasmòdica del contingut de l'estómac per la boca.
Encara que possiblement es desenvolupà evolutivament com un mecanisme per expulsar del cos verins ingerits, pot aparèixer com a símptoma de moltes malalties no relacionades amb els verins, des de gastritis fins a tumors cerebrals.
De la sensació que algú té just abans de vomitar se'n diu nàusees, que poden precedir el vòmit o bé poden aparèixer aïllades. Existeixen medicaments antiemètics per a la supressió de les sensacions de nàusea i el vòmit.

## Centre del vòmit
L'èmesi està controlada pel centre del vòmit en la formació reticular del cerebel. Aquesta pot rebre senyals d'estimulació de diversos orígens, a saber:
- En el quart ventricle (al cervell) existeixen uns quimioreceptors que poden accionar-se per substàncies presents a la sang, car estan situats abans de la barrera hematoencefàlica. Aquests quimioreceptors són de diversos tipus: dopamina D₂, serotonina 5-HT₃, opioides acetilcolina i de substància P. Així doncs són algunes de les substàncies que poden originar l'estimulació d'aquests, originant cada un una via d'activació. Es creu que la substància P està involucrada en totes elles, com a etapa final.[1]
- El sistema vestibular en l'orella interna, que comunica amb el cervell a través del nervi cranial VIII, el vestibulococlear. És la via implicada en la cinetosi.
- El nervi cranial X (nervi pneumogàstric), que actua quan la faringe està irritada.
- Sistema nerviós vagal i entèric, responsables de transmetre alteracions de la mucosa gastrointestinal.

## Tractament
Independentment del tractament de la causa:
- En general: metoclopramida (Primperan), domperidona (EFG, Motilium).
- Cinetosi: dimenhidrinat (Biodramina)
- Embaràs: doxilamina amb piridoxina (Cariban)
- Ús d'opiacis: haloperidol
- Hipertensió intracranial en pacients terminals: dexametasona (EFG, Fortecortin)
- Vòmits secundaris a quimioteràpia: ondansetró (EFG, Zofran)